# Rachel Charlotte Biggs
Rachel Charlotte Biggs, född Williams 1763, död 1827, var en brittisk spion.  Hon var verksam som pjäsförfattare, författare av politiska pamfletter och agent. Hon arbetade för den brittiska regeringen, och organiserade vid ett tillfälle George III:s jubileumsfestligheter. Hon brevväxlade med ett flertal av tidens berömdheter, bland dem politikerna William Windham (1750-1810) och Nicholas Vansittart (1766-1851). 
Hon föddes troligen i Bristol som dotter till John Williams (b. c.1735). Hon hävdade att hon tillbringat en del av sin barndom i Frankrike. Hon befann sig i Frankrike under franska revolutionen 1792-1795, och utgav anonymt en beskrivning av sin tid där, A Residence, där hon talar mot brittiska sympatisörer av revolutionen. Hon utgav A Maximum; or the Rise and Progress of Famine (1801), där hon adresserade frågan om svält. Hon drev en kampanj för att åstadkomma kungens jubileum, Royal Jubilee (1809) av politiska skäl, genom en kampanj brev till en rad olika inflytelserika personer runtom i landet för att ge intryck av en allmän kampanj för jubileet. 
Det finns saker som tyder på att Biggs var formellt eller informellt aktiv som brittisk agent, som reste omkring i Napoleons Europa med fonder från brittiska regeringen och rapporterade om sina iakttagelser genom sin brevväxling med brittiska politiker. Hon ansökte om pass till Frankrike 1802 och 1807 och 1815 efter Napoleons fall 1814 och befann sig där 1815-1816. Hon besökte besökte landets kuster, centrala delar, och Norditalien, och rapporterade i sin brevväxling med Vansittart om landets inre tillstånd, industri och jordbruk för varje gång, och erbjöd sig att ge militära råd om hur Napoleons framryckning 1815 skulle kunna stoppas. Hon bad också om pengar för att kunna genomföra fler resor. Hon tycks ha använt sig av den samtida synen på kvinnor som ofarliga och utgav sig för att vara invalid på hälsoresa. Hon avled i Marseilles. 
Hon är föremål för en biografi. 
Verk
- Biggs, Rachel Charlotte. Letters to William Windham, 1800-1810. MSS. Windham Papers. British Lib., London.
- Biggs, Rachel Charlotte. Letters to Nicholas Vansittart, 1812-1816. MSS. British Lib., London.
- Semmel, Stuart. 'Radicals, Loyalists, and the Royal Jubilee of 1809', Journal of British Studies 46.3 (July 2007): 543-69. Print.